# Missionen på Vita Bergen

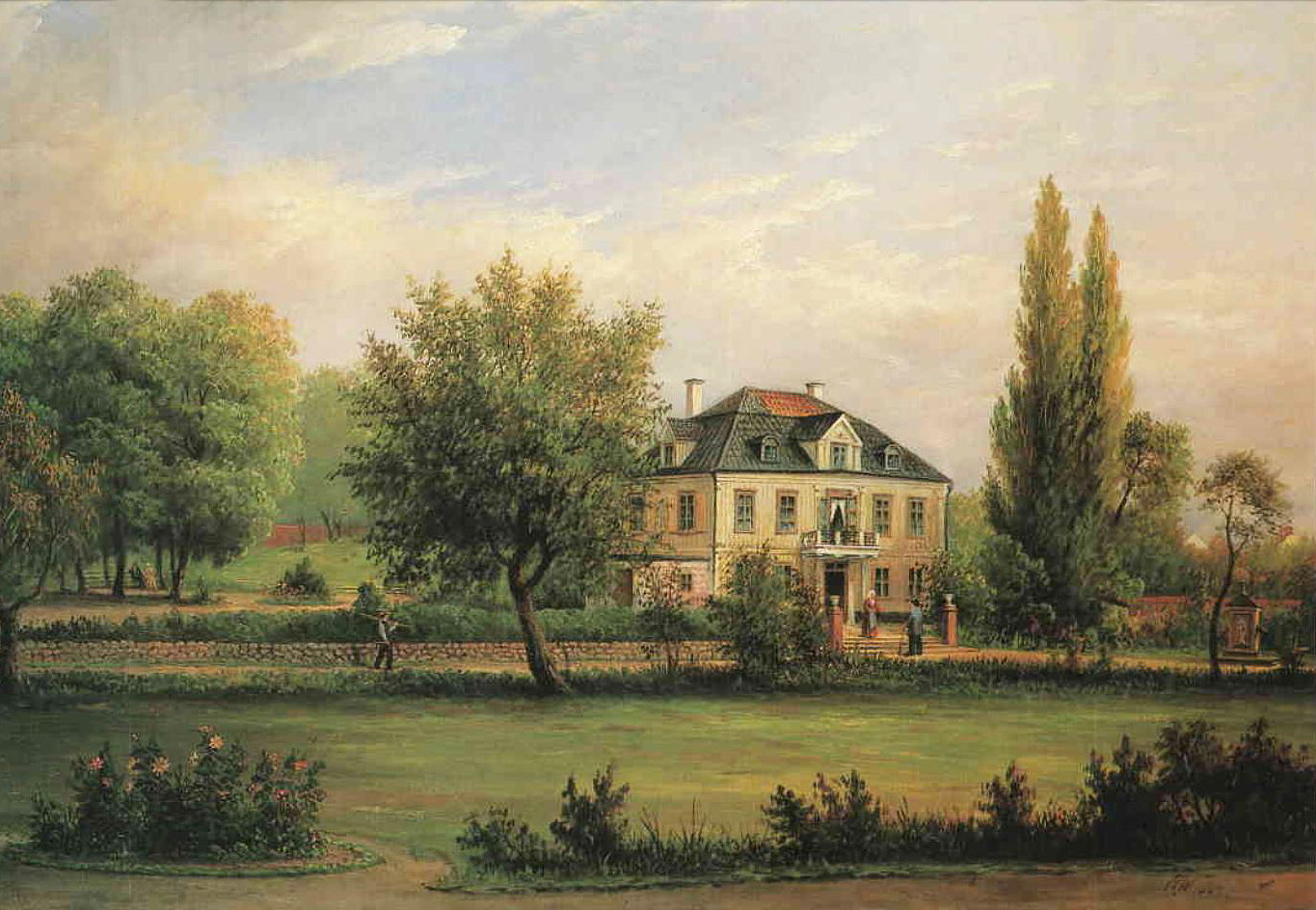
Groens malmgård användes 1879-1928 av Missionen på Vita Bergen (oljemålning av Ehrenfried Wahlqvist 1887)

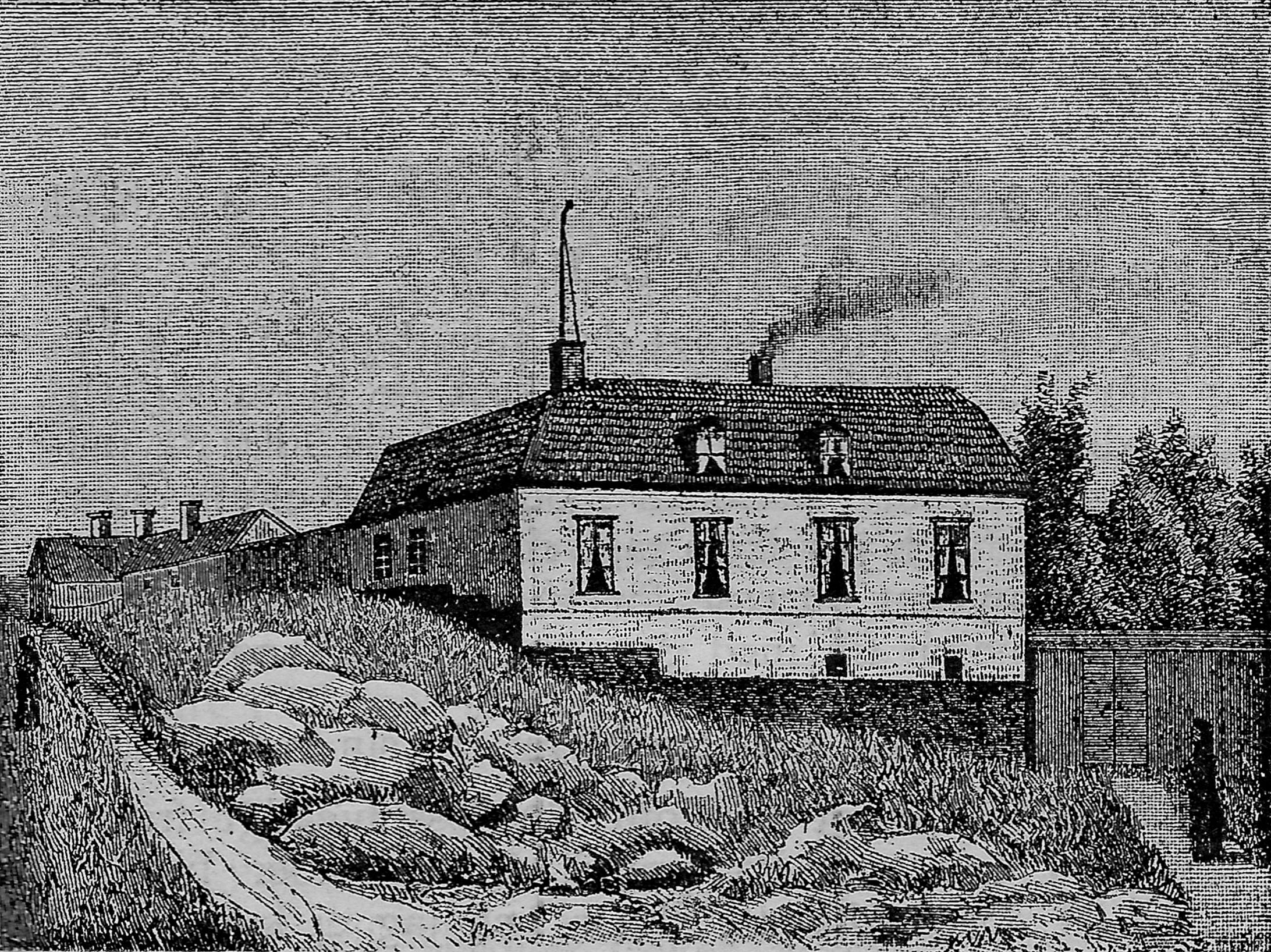
Bibelkvinnohemmet på Vita Bergen

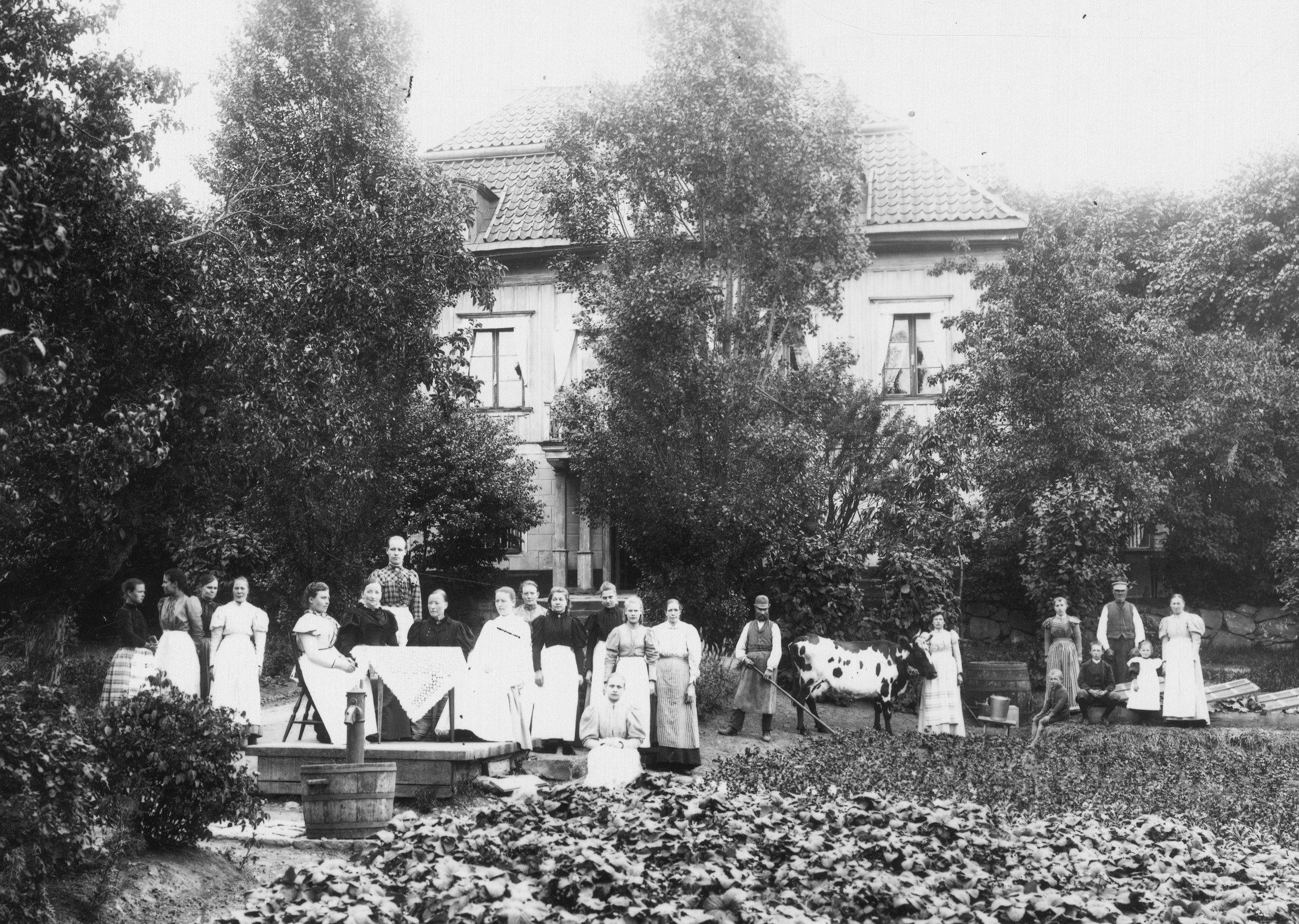
Liv och lust vid Skyddshemmet 1879-1928 i Groens malmgård

Missionen på Vita Bergen i Stockholm var ett socialt arbete på kristen grund med många olika verksamhetsgrenar vilket startades av Elsa Borg 1876 och testamenterades efter hennes bortgång 1909 till Louise Ulff.
Louise Ulff överlät 1913 verksamheten till Stiftelsen Elsa Borgs Hem, vilken i sin tur överlät hemmen och verksamheten till Stadsmissionen i Stockholm 1 januari 1941, "med bevarande av namnet Elsa Borgs Hem samt att uppehålla den i stiftelsens anda, så länge behov av den förefinnes eller ekonomiska förutsättningar därför äro för hand".
Missionen på Vita Bergen utgav under nästan hela sin verksamhetstid 1885-1940 tidningen Trons Hvila – Fridshälsning från Hvita Bergen

## Fotnoter
1. ↑  Jansson (1950), s. 27